# کیتاناگویا، آیچی
کیتاناگویا، آیچی از شهرهای استان آیچی ژاپن است که جمعیت آن در ۱ ژانویه ۲۰۰۸ ۸۰٬۱۱۲ نفر بوده‌است.